# Sint-Ritacollege (Kontich)
Het Sint-Ritacollege is een Belgisch Augustijnencollege te Kontich.

## Geschiedenis

### Van augustijns juvenaat tot externaat
De school werd opgericht door pater Benignus Biets op 17 september 1936 als Juvenaat van de Paters Augustijnen. Daar de gebouwen in Kontich nog niet klaar waren, verbleven de eerste leerlingen tot april 1937 in het Collège Notre Dame du Bon Conseil te Marchienne-au-Pont, dat toen reeds verschillende jaren als juvenaat van de Paters Augustijnen was ingericht. Er werd gestart met 14 leerlingen, die de lessen volgden van de ‘zesde’ Latijnse. De leiding van het college werd toevertrouwd aan pater Aloysius op 't Eynde. Bij het begin van het tweede schooljaar waren er reeds drie klassen: de vijfde en de zesde Latijnse, en het zevende voorbereidende. Het oorspronkelijke gebouwencomplex bestond uit drie vleugels: vooraan het hoofdgebouw met de ontvangst-, woon- en slaapvertrekken, links aan de spoorwegkant de zijvleugel met klassen, keuken en refter, en rechts de kerk (opgedragen aan de heilige Rita). In 1948 werden kerk en klooster achteraan verbonden met een achtervleugel, bestaande uit acht klassen. Het volgende jaar kwam uiterst links naast de spoorwegberm het hoofdgebouw van het internaat tot stand, met een studie-, toneel- en slaapzaal. Toen in 1952 het college van Marchienne opgeheven werd, kwamen de laatste leerlingen van Marchienne naar Kontich. Aanvankelijk bestond het lerarenkorps uitsluitend uit paters. Toen echter rond 1960 meer dan honderd leerlingen waren, kwamen er meer leraren die geen pater waren. 
In 1961 werd pater Gustaaf Nagels rector. Hij was de vierde rector van het college na pater Aloysius op 't Eynde, pater Martinus Hendrikx en pater Servaas Gabriëls. In hetzelfde jaar werd het college omgevormd van een apostolische naar een openbare school. Bij het begin van de jaren zestig waren er ook enkele belangrijke bouwactiviteiten: zo werden in 1962 vier klassen voor de voorbereidende afdeling gebouwd (de huidige E-blok). Twee jaar later was de turnzaal (H-blok) af, evenals de speelzaal van de hoogste klassen, het huidige lerarenlokaal. In de jaren zeventig verdrievoudigde het aantal leerlingen: van 121 in 1968 tot 356 in 1976. Van die 356 leerlingen zaten er 284 op het middelbaar en 72 op de lagere school. Het verschijnen van de eerste externe leerlingen was aan deze groei niet vreemd: in 1967 werden de eerste externen toegelaten, en reeds in 1976 werd het internaat opgedoekt. Naast deze omschakeling van internaat naar externaat was de oprichting van een moderne humaniora naast de bestaande Latijn-Griekse verantwoordelijk voor de groei. In september 1969 startte men met een eerste jaar moderne, in 1972 kwam er in de hogere cyclus een economische studierichting en het volgend jaar een wetenschappelijke studierichting. Naast de uitbouw van de moderne humaniora en de omvorming van het internaat naar een externaat, kende het college een geleidelijke democratisering.
In 1970 werd naast de leraarsvergadering en de leerlingenraad ook een oudercomité opgericht. Het groeiend aantal leerlingen bracht met zich mee dat er weer moest bijgebouwd worden: in 1971 de vleugel met de wetenschapslokalen (D-blok), in 1972 de vleugel met zes klaslokalen en een overdekte speelplaats (F-blok). Geleidelijk aan werden de slaapzalen van het internaat omgebouwd tot vaklokalen. Ook het aantal lekenleraren groeide snel en het aantal parascoliare activiteiten nam toe vooral in de jaren zeventig. Heel succesrijk was de jeugdgroep 'Spelewei', die rond 1970 heel wat optredens had in binnen- en buitenland. Het in 1968 als volleybalclub opgerichte RIKO evolueerde snel naar een bloeiende voetbalclub. De reeds lang bestaande toneelgroep kreeg in de jaren zeventig een duidelijke structuur en naam: de jeugdtoneelgroep 'Radeske'. Na 1976 stabiliseerde het aantal leerlingen in de middelbare afdeling zich rond 270, maar de lagere school kwam wegens een gebrek aan leerlingen in de problemen en werd overgenomen door het Sint-Jozefinstituut.
Vanaf 1980 verminderde het aantal eerstejaars dat zich aanbood voor de Latijnse studierichting zodanig, dat deze studierichting amper beantwoordde aan de door de onderwijsoverheid voorgeschreven norm. De verwachting was dan ook dat deze studierichting zou verdwijnen, met het gevolg dat ook de totale schoolbevolking zou dalen onder de behoudsnorm, wat het einde van de school zou betekenen.  

### De groei van het college
Einde 1984 overleed pater Gustaaf Nagels, die 23 jaar lang als rector het college geleid had. Met de oprichting van een Raad van Bestuur en de komst van Jan Duden, de eerste directeur die geen pater was, veranderde de school. De nieuwe directeur kreeg als eerste opdracht het voortbestaan van het college te verzekeren, in de eerste plaats door het aantal inschrijvingen te verhogen. Hij consulteerde leerkrachten, ouders en andere schoolparticipanten, bezocht de basisscholen van heel de regio, en trof de eerste maatregelen om de aantrekkelijkheid van het college te bevorderen: de schoolorganisatie werd gemoderniseerd, er werd gewerkt aan kwaliteitsverbetering van het onderwijs, er werd veel zorg besteed aan een infocampagne met als sluitstuk een infoweekend eind maart, de voorbereidende afdeling werd gesloten, en tijdens de zomervakantie werd een aanvang gemaakt met de opfrissing van de gebouwen. De Latijn-Griekse studierichting werd omgevormd tot een studierichting Latijn-wiskunde, en het college kreeg de toelating om in deze Latijnse ook meisjes in te schrijven. In 1985 groeide door de 142 nieuw ingeschreven leerlingen de school van 278 naar 346. Met de komst van 21 meisjesleerlingen werd het Sint-Ritacollege een van de eerste gemengde katholieke scholen in Vlaanderen. Ook werden nu vrouwelijke docenten geworven. Het college bleef groeien: van 420 leerlingen in september 1986 tot 1137 leerlingen tien jaar later in september 1995 en een lerarenaantal van meer dan honderd. De groei maakte een uitbreiding van de infrastructuur noodzakelijk: in 1987 kwamen er drie nieuwe klassen in de hoogbouw van de lagere cyclus (F-blok), een nieuwe luifel en een meisjessanitair naast de feestzaal, in 1989 werd de G-blok opgericht, bestaande uit zes klaslokalen, in 1994 werd er een sporthal gebouwd en het jaar daarop een K-blok met vijftien klassen voor het eerste jaar. De oprichting in 1989 van een afdeling Latijn-wiskunde HC naast de omgevormde Latijn-wetenschappen HC zorgde voor een ruimere keuze. In 1989 werd met de invoering van de eenheidsstructuur begonnen. De derde graad kreeg binnen de eenheidsstructuur de volgende studierichtingen: Latijn-Talen, Latijn-Wetenschappen, Latijn-Wiskunde, Economie-Talen, Economie-Wiskunde, Talen-Wetenschappen, Talen-Wiskunde en Wetenschappen-Wiskunde. De studierichting Grieks-Latijn werd in 1993 heropgericht, en vanaf 1998 kwam er ook een studierichting Grieks-wiskunde in de derde graad.
In september 1999 vormde het Sint-Ritacollege samen met het Sint-Jozefinstituut, het Vrij Technisch Instituut en het Regina Pacisinstituut een scholengemeenschap, die in totaal 4000 leerlingen telde. In 2000 werd de eerste graad afgesplitst als autonome eerste graad, maar met behoud van de pedagogische entiteit. Om de steeds maar toenemende schoolpopulatie op te vangen, werd in 2002 het M-blok opgericht en de directie wederom uitgebreid. Op de tweede verdieping van het kloostergebouw werd een open leercentrum ingericht.

### Een college zonder Augustijnen
Het jaar 2004 bracht enkele belangrijke veranderingen. Met pater en geschiedenisleraar Maurice Lannoye verliet de laatste kloosterling Kontich zodat de kloostergebouwen door de Augustijnen volledig ter beschikking werden gesteld aan het college. Een nieuwe herstructurering werd doorgevoerd, waarbij het college administratief opgesplitst werd in een kleine eerstegraadsschool met een 120-tal leerlingen en een zesjarige school met meer dan 1200 leerlingen. Met de oprichting van de studierichting humane wetenschappen in 2005 werd het ASO-aanbod van de school zo goed als volledig. In 2006 werden nogmaals enkele belangrijke infrastructuurprojecten gerealiseerd: een tweede sporthal met twee grote refters, en de volledige vernieuwing en aanpassing van het kloostergebouw en van de kloostertuin. Vanaf 2000 was er een inschrijvingsstop voor het eerste jaar: elk jaar werden er maar 300 eerstejaars ingeschreven. Dit zorgde voor kampeertoestanden bij het inschrijvingsmoment en soms wel lange wachtlijsten. Toch bleef het aantal leerlingen stijgen. Van meet af aan werden de deliberatiemethodiek en de leerlingenoriëntering als hoekstenen van het onderwijskundig beleid uitgebouwd. Dankzij een attesterings- en adviseringsbeleid en met een consequent toegepast systeem van waarschuwingen, remediëringstesten en -taken en overgangstesten werden de leerlingen georiënteerd en ondersteund. De school slaagde erin leerlingen die eerder technische capaciteiten hebben op een acceptabele manier en op het juiste moment naar handelstechnische en nijverheidstechnische studierichtingen te laten gaan. Naast aandacht aan het leerproces, besteedde de school ook zorg aan het schoolklimaat en het welbevinden van leerlingen. De socio-emotionele begeleiding werd sterk uitgebouwd en er werden in alle leerjaren projecten rond sociale vaardigheden georganiseerd. Leerlingenactiviteiten die het welbevinden bevorderen werden gestimuleerd. Sinds 1987 wordt er een jaarlijks Schoolrock Festival georganiseerd door de leerlingenraad. Er kwam een evenwichtig aanbod aan excursies, met als hoogtepunten de meerdaagse excursies in het eerste (Ardennen), het vierde (Hoge Venen) en het zesde jaar (Italiëreis). Ook diverse parascolaire activiteiten droegen bij tot het welbevinden en boden de leerlingen verdere ontwikkelingsmogelijkheden: sportclubs (voetbal, badminton, schaken), een toneelvereniging, en de pastorale animatiegroep. In september 2011 was er een schoolbevolking van 1521 leerlingen. Jan Duden, die gedurende 27 jaar de school geleid had, werd opgevolgd door Luc Vercammen, die daarvoor al enkele jaren mee de algemene directie op zich genomen had. Nogmaals werd het directieteam uitgebreid. Elke graad kreeg een graaddirecteur, een leerlingenbegeleider en een prefect. Ook de infrastructuur werd verdeeld over de drie graden, met elk eigen vaklokalen en een eigen speelplaats. Dit kon onder meer gerealiseerd worden door de ingebruikneming van nogmaals nieuwe gebouwen: de L-blok met veertien klassen en een sanitair voor de eerste graad, een grote speelplaats voor deze graad, een sanitair voor de tweede graad en twee wetenschapslokalen. Op 22 maart 2016 waren 90 leerlingen en 6 leerkrachten van het college in de vertrekhal van de luchthaven van Zaventem op het moment dat de terroristische aanslag daar plaats vond. Enkelen van hen werden ernstig verwond maar overleefden de aanslag.  Hun getuigenissen werden verfilmd in de fictiereeks 22/3: Wij waren daar  door twee oud-leerlingen van de school. 

### Sint-Rita Campus College en Sint-Rita Campus Technologie
Met ingang van 1 januari 2022 neemt het schoolbestuur vzw Sint-Ritacollege het Vrij Technisch Instituut van Kontich over.  Deze nijverheidstechnische school behoorde daarvoor tot het schoolbestuur KOBA-ZuidkAnt, een schoolbestuur van het bisdom Antwerpen.  Vanuit een sterke visie rond leerlinggericht, uitdagend en breed onderwijs worden de twee onderwijsprojecten aangestuurd. Het Sint-Ritacollege heet vanaf 2022  ‘Sint-Rita Campus College’ en het VTI wordt ‘Sint-Rita Campus Technologie’. Vanuit die gezamenlijke visie werken de twee campussen samen, maar de twee onderwijsprojecten behouden hun eigenheid met een onafhankelijk directie- en schoolteam en een eigen campus. Sint-Rita Campus College blijft gericht op doorstromingsrichtingen met een volledig aanbod rond economie, humane wetenschappen, klassieke en moderne talen en exacte wetenschappen. Sint-Rita Campus Technologie wordt gekenmerkt door een innovatief STEM-profiel en richt zich op een sterk aanbod rond technologie, engineering, elektronica, chemie, informatica, elektriciteit en mechanica. Bij deze hertekening staat de leerling centraal en hierdoor kunnen de twee campussen nog grondiger dan voorheen jongeren breed oriënteren op basis van hun talenten en interesses. De komende jaren wordt werk gemaakt van een grondige renovatie van de campus technologie om het STEM-onderwijs in al haar finaliteiten en richtingen te versterken en te vernieuwen. Met dit ruim en veelzijdig studie-aanbod blijft Kontich zich profileren als een centrum voor secundair onderwijs.
De infrastructuur van de Campus College kreeg de voorbije jaren een verdere uitbreiding om het groeiende aantal leerlingen en leerkrachten de nodige ruimte en ontplooiingsmogelijkheden te geven. De vroegere 'turnzaal' werd vervangen door een grote H-blok, met acht leslokalen, een grote multifunctionele ruimte en een zaal voor lichamelijke opvoeding. Er kwamen ook nieuwe toiletruimten voor leerlingen van de tweede en derde graad. Een P-blok zorgde voor de nodige uitbreiding van de wetenschapslokalen. Het leraarslokaal werd flink uitgebreid en kreeg ook een nieuw sanitair. En het voorbije jaar werd een Q-blok in gebruik genomen, met vier wetenschapslabo's, veertien klassen en een refter-studiezaal voor honderden leerlingen.
Sint-Rita Campus College telt 1677 leerlingen op 1 september 2024, Sint-Rita Campus Technologie 379 leerlingen.

## Studierichtingen
In de 1ste graad wordt er enkel een A-stroom ingericht. Het betreft  de opties Latijn, Grieks-Latijn en Moderne. De 2de graad heeft de voornaamste aso-studierichtingen: Latijn, Grieks-Latijn, economie, moderne talen, humane wetenschappen en wetenschappen. In de 3de graad biedt de school bijna alle aso-studierichtingen aan: Grieks-Latijn, Grieks-wiskunde, Latijn-moderne talen, Latijn-wetenschappen, Latijn-wiskunde, economie-moderne talen, economie-wiskunde, humane wetenschappen, humane wetenschappen-wiskunde, moderne talen-wiskunde, moderne talen-wetenschappen en wetenschappen-wiskunde. 

## Scholengemeenschap
Het Sint-Ritacollege maakt deel uit van de katholieke scholengemeenschap SGKSO Erasmus. De andere scholen van de scholengemeenschap zijn het Sint-Jozefinstituut in Kontich en het Regina Pacisinstituut in Hove. Deze scholengemeenschap telt ongeveer 4000 leerlingen en 500 personeelsleden. De voorzitter van de scholengemeenschap is Jan Duden en de coördinerend directeur is Erwin Van Wassenhove. Kristine Hadermann is stafmedewerker van de scholengemeenschap. 

## Leerlingen en leraren

### Bekende (oud-)leraren
- Luc Blommaerts, politicus
- Johan Verschueren, geestelijke
- Gerard Bodifée, astrofysicus en filosoof
- Pieter Serrien, auteur en historicus

### Bekende oud-leerlingen
- Lien Van de Kelder, actrice en politica
- Bruno De Wever, hoogleraar
- Lynn Pelgroms, diskjockey
- Dieter Troubleyn, acteur, zanger
- Anneke van Hooff, zangeres en actrice
- Ben Van Ostade, acteur, regisseur
- David Bovée, muzikant
- Tim Van Aelst, televisiemaker
- Eva De Roo, radiopresentator
- Jeroen Olyslaegers, auteur
- Tim Tielemans, regisseur, muzikant
- Maarten Vancoillie, radiopresentator
- Paulien Couckuyt, atlete
- Patrick van Rosendaal, stadsgids en ondernemer New-York
- Maarten Inghels, dichter